# Richard Wilson (producteur)
Pour les articles homonymes, voir Richard Wilson et Wilson.
Richard Wilson est un producteur et réalisateur américain né le 25 décembre 1915 à McKeesport, en Pennsylvanie, et mort le 22 août 1991 à Santa Monica, en Californie. Il participe comme acteur à l'émission de radio La Guerre des mondes avec Orson Welles.

## Filmographie

### Comme réalisateur
- 1955 : L'Homme au fusil (Man with the Gun)
- 1957 : Trafic à La Havane (The Big Boodle)
- 1958 : Orage au paradis (Raw Wind in Eden)
- 1959 : Al Capone
- 1960 : La Mafia (Pay or Die)
- 1963 : Wall of Noise
- 1964 : Le Mercenaire de minuit (Invitation to a Gunfighter)
- 1968 : Three in the Attic
- 1993 : It's All True (documentaire), coréalisé avec Bill Krohn, Myron Meisel, Orson Welles et Norman Foster

### Comme producteur
- 1938 : Too Much Johnson d'Orson Welles
- 1947 : La Dame de Shanghai ((The Lady from Shanghai) d'Orson Welles
- 1948 : Macbeth d'Orson Welles
- 1953 : La Légende de l'épée magique (The Golden Blade) de Nathan Juran
- 1954 : Ma and Pa Kettle at Home de Charles Lamont
- 1954 : Ricochet Romance de Charles Lamont
- 1956 : The Kettles in the Ozarks de Charles Lamont
- 1960 : La Mafia (Pay or Die) de lui-même
- 1964 : Le Mercenaire de minuit (Invitation to a Gunfighter) de lui-même
- 1968 : Three in the Attic de lui-même
- 1993 : It's All True de lui-même, Bill Krohn, Myron Meisel, Orson Welles et Norman Foster